# Ла Преса (Тексас)
Ла Преса (енгл. La Presa) насељено је место без административног статуса у америчкој савезној држави Тексас.

## Демографија
По попису из 2010. године број становника је 319, што је 189 (-37,2%) становника мање него 2000. године.
| Група             | 2000.       | 2010.       |
| Белци             | 22 (4,3%)   | 2 (0,6%)    |
| Афроамериканци    | 3 (0,6%)    | 0 (0,0%)    |
| Азијати           | 0 (0,0%)    | 0 (0,0%)    |
| Хиспаноамериканци | 486 (95,7%) | 317 (99,4%) |
| Укупно            | 508         | 319         |